# Piekielny Szlak
Piekielny szlak − licząca prawie 225km trasa turystyczna łącząca Piekło oraz Niebo, dwie miejscowości położone w gminie Końskie. Szlak wiedzie przez tereny powiatów: koneckiego, skarżyskiego i opoczyńskiego. Prowadzi przez wszystkie 9 gmin należących do Lokalnej Grupy Działania – „U ŹRÓDEŁ” z siedzibą w Modliszewicach.
Szlak wiedzie m.in. przez rezerwat Górna Krasna, Cisownik, Sielpię, Piekło Szkuckie, Maleniec, Diablą Górę, Paradyż, Żarnów, Miedzną Murowaną, Białaczów, Gowarczów, Końskie, rezerwat Piekło pod Niekłaniem, Bliżyn. Trasa „Piekielnego szlaku” łączy rezerwaty o charakterystycznych nazwach, pomniki przyrody oraz zabytki techniki, związane z odlewnictwem i przekuwaniem żelaza oraz wiele innych ciekawych miejsc, zabytków i atrakcji.